# Itaporã
Itaporã es un municipio brasileño ubicado en el estado de Mato Grosso do Sul. Fue fundado el 10 de diciembre de 1953.

## Geografía
Itaporã está situado en el centro sur del estado, a 230 km de Campo Grande y a una altitud de 390 m s. n. m.
Tiene una población de 19 187 habitantes y una superficie de 1322 km², su densidad es de 13.5 hab/km².

## Economía
Su principal fuente económica es la agricultura, también es importante la ganadería. Uno de los principales frigoríficos de Brasil está ubicado en la ciudad. Según datos de periódicos del año 2003, el 70% de la producción fue exportada a Suiza, Alemania, Francia, Inglaterra, Estados Unidos y Chile.
El PIB per cápita del municipio es de 7.905 R$ (alrededor de 3.600 U$$).